# Fonds patriotique canadien
Le Fonds patriotique canadien est un fonds de bienfaisance établi au Canada pendant la Première Guerre mondiale par une loi spéciale du Parlement du Canada en 1914. Il était présidé par sir Herbert Brown Ames, homme d'affaires de Montréal et député fédéral du Parti conservateur.
Le fonds a été établi pour appuyer financièrement et socialement les familles des soldats. Jusqu'à 31 mars 1917, il a collecté 22 981 616 dollars canadiens.